# کییوو (باتوچینا)
کییوو (به صربی: Kijevo) یک منطقهٔ مسکونی در صربستان است که در باتوچینا واقع شده‌است.